# کاندا (کومونه)
کاندا (به ایتالیایی: Canda) یک کومونه در ایتالیا است که در استان روویگو واقع شده‌است. کاندا ۱۴٫۴ کیلومتر مربع مساحت و ۹۵۸ نفر جمعیت دارد و ۹ متر بالاتر از سطح دریا واقع شده‌است.